# La Baule-les-Pins
La Baule-les-Pins er en fransk film fra 1990 af Diane Kurys.

## Medvirkende
- Nathalie Baye som Léna Korski
- Richard Berry som Michel Korski
- Zabou Breitman som Bella Mandel
- Jean-Pierre Bacri som Léon Mandel
- Vincent Lindon som Jean-Claude
- Valeria Bruni Tedeschi som Odette
- Julie Bataille som Frédérique
- Candice Lefranc som Sophie